# Termijnecho
De termijnecho is een medische procedure die wordt uitgevoerd tijdens de zwangerschap om de exacte duur van de zwangerschap te bepalen. Het wordt doorgaans uitgevoerd in het eerste trimester, meestal tussen de 10e en 13e week. 

## Doel en Procedure
Het primaire doel van de termijnecho is om nauwkeurig de duur van de zwangerschap te meten en de daarbij behorende uitgerekende datum vast te stellen. Dit helpt gezondheidsprofessionals om een betrouwbare schatting te maken van de verwachte geboortedatum van de baby. De kans dat de baby daadwerkelijk op deze datum geboren wordt is ongeveer 4%. 
Tijdens de termijnecho wordt de grootte van de foetus en de lengte van de foetale kruin-stuitlengte (CRL) opgemeten. Indien er met uitwendige echoscopie onvoldoende beeldvorming is om de echo volgens de geldende richtlijnen uit te voeren of de meting komt uit op een zwangerschapsduur onder de 10 weken, dan dient de echo middels inwendige echoscopie uitgevoerd te worden om tot een betrouwbare termijnbepaling te kunnen komen. 
Indien de eerste echo pas na 13 weken wordt uitgevoerd, dan wordt de zwangerschapsduur vanaf 13 weken bepaald op basis van de hoofdomtrek (HC) en vanaf 18 weken op basis van de transversale cerebellaire diameter (TCD). 
Deze metingen worden uitgevoerd door een echoscopist die ten minste gecertificeerd is als basisechoscopist en is ingeschreven in het echokwaliteitsregister van de BEN.
De termijnecho wordt uitgevoerd met behulp van een transducer die geluidsgolven uitzendt en de teruggekaatste golven omzet in beelden op een scherm. De procedure is niet-invasief en wordt als veilig beschouwd voor zowel de moeder als de foetus.
Indien er tijdens de termijnecho de wens bestaat om naar het hartje te luisteren, dan mag dit pas vanaf een zwangerschapsduur van 12 weken, omdat er voor het luisteren naar het hartje een andere techniek (dopplereffect) wordt gebruikt waarvoor veel meer energie wordt gebruikt.